# Maglesø
Maglesø er en sø i Holbæk Kommune på Midtsjælland, cirka 10 kilometer syd for Holbæk.
Søen, der har et areal på 13,6 hektar, ligger i et stærkt kuperet landskab, skabt af dødis ved slutningen af sidste istid. Det højeste punkt er Mørkemose Bjerg, 105 meter over havet, hvorfra der der udsigt til blandt andre Vejrhøj.
Indtil 2017 lå der på nordsiden af søen et traktørsted. Bygningen blev imidlertid solgt og er nu privat bolig.
En sti fører rundt om søen. Siden 2017 har der været en strid, mellem ejerne af det tidligere traktørsted og Holbæk Kommune, vedrørende forholdene omkring adgangen til denne sti.

## Galleri
- Maglesø set mod syd
- Maglesø set mod sydvest